# Camptocladius filipalpis
Camptocladius filipalpis är en tvåvingeart som först beskrevs av Jean-Jacques Kieffer 1927.  Camptocladius filipalpis ingår i släktet Camptocladius och familjen fjädermyggor. Inga underarter finns listade i Catalogue of Life.